# Euxoa aequicuspis
Euxoa aequicuspis là một loài bướm đêm trong họ Noctuidae.